# 90308 Johney
90308 Johney este un asteroid din centura principală de asteroizi.

## Descriere
90308 Johney este un asteroid din centura principală de asteroizi. A fost descoperit pe 23 martie 2003 în cadrul proiectului CSS. Asteroidul prezintă o orbită caracterizată de o semiaxă mare de 2,51 ua, o excentricitate de 0,05 și o înclinație de 6,6° în raport cu ecliptica.